# Irena Veisaitė
Irena Veisaitė (9 février 1928, Kaunas - 11 décembre 2020, Vilnius) est une écrivaine et personnalité du monde du théâtre lituanienne.

## Biographie
Irena Veisaitė est née dans une famille juive à Kaunas en 1928. Sa mère meurt durant la Seconde Guerre mondiale au sein du Ghetto de Kovno.
Après-guerre, Irena Veisaitė passe un doctorat à Leningrad en 1963 avec une thèse consacrée à Heinrich Heine. 
À partir du début des années 1990 et l'indépendance de la Lituanie, elle s'engage dans la lutte pour les droits humains. Elle participe au lancement de l'Open Society Foundation en Lituanie qu'elle dirigera pendant plusieurs années.
En 2012, elle reçoit la Médaille Goethe. Atteinte du COVID-19, elle meurt le 11 décembre 2020.

## Vie privée
Irena était mariée au réalisateur estonien Grigori Kromanov jusqu'à la mort de ce dernier en 1984.